# Uliliyašši
Uliliyašši war eine hethitische und luwische Göttin, die im Ritual der Paškuwatti gegen männliche Impotenz beziehungsweise bei Fehlen von sexuellem Verlangen nach einer Frau angerufen wird. In diesem Ritual wird die Göttin angerufen, sich des betroffenen Mannes anzunehmen. Ihr werden unter anderem Brote, Feigen und Trauben dargebracht, sowie ein Schaf geopfert. Das Ritual war dann erfolgreich, wenn sich die Göttin dem Betroffenen im Traume in ihrer Gestalt zeigte und mit ihm sexuellen Verkehr hatte.
Uliliyašši hatte einen Kult in der Stadt Parmana und wurde in einem hethitischen Orakeltext neben dem Wettergott von Nerik und „der Großen Gottheit“ angerufen.
Der Name leitet sich von hethitisch ulili- „Wiese, Feld“ ab, was sie als Vegetations- und Fruchtbarkeitsgöttin ausweist. Ähnlicher Natur war das palaische Götterkollektiv namens Uliliyantikeš, die in Götterlisten an letzter Stelle nach den Schicksalgottheiten Gulzannikeš genannt werden. Eine Gleichsetzung mit der Liebes- und Kriegsgöttin „Šauška des Feldes“ ist abzulehnen, da diese sich auf das Schlachtfeld bezieht und den kriegerischen Aspekt der Göttin betont.